# Шахта «Комсомольська»
ДВАТ "Шахта «Комсомольська» входить до ДХК «Антрацит». Розташоване у смт Дубівський, Антрацитівська міськрада, Луганської області.
Фактичний видобуток 5019/413 т/добу (1990/1999). У 2003 р. видобуто 140 тис.т. вугілля.
Максимальна глибина 1050/1040 м (1997/1999). Протяжність підземних виробок 162/151 км (1997/1999). У 1990/1999 розробляла пласти h7, h8, h10 та h8, h10 потужністю 1,32/1,33 м, кут падіння 4-23/4-15о.
Кількість очисних вибоїв 9/2, підготовчих 29/8 (1990/1999).
Кількість працюючих: 4862/1869 чол., в тому числі підземних 3432/1163 чол. (1990/1999).
Адреса: 94636, смт. Дубівський, м. Антрацит, Луганської обл.